# Side B (EP)
Side B è il terzo EP della cantante statunitense Christina Grimmie, pubblicato il 21 aprile 2017. Si tratta del primo EP postumo alla morte della cantante.
Pubblicato esclusivamente in formato digitale, è la seconda parte di un progetto che è iniziato con l'EP Side A.

## Tracce
1. I Only Miss You When I Breathe – 3:07
2. Invisible – 3:36
3. The Game – 3:17
4. I Won't Give Up – 3:29